# Rainer Weichhold
Rainer Weichhold (født 19. februar 1970) er en House-producer fra Tyskland.

## Diskografi
- Rainer Weichhold vs. Dandi & Ugo - Infinite Template
- Rainer Weichhold - Bamboo/Very Nice
- Rainer Weichhold - Hamsterdam

Remixes:
- Margot Meets The Melody Maker - Torch (Rainer Weichhold remix)
- Jean Claude Ades & Vincent Thomas - Shingaling (Rainer Weichhold remix)
- Rockers Hi-Fi - Push Push (Rainer Weichhold remix)